# Catalogul Messier

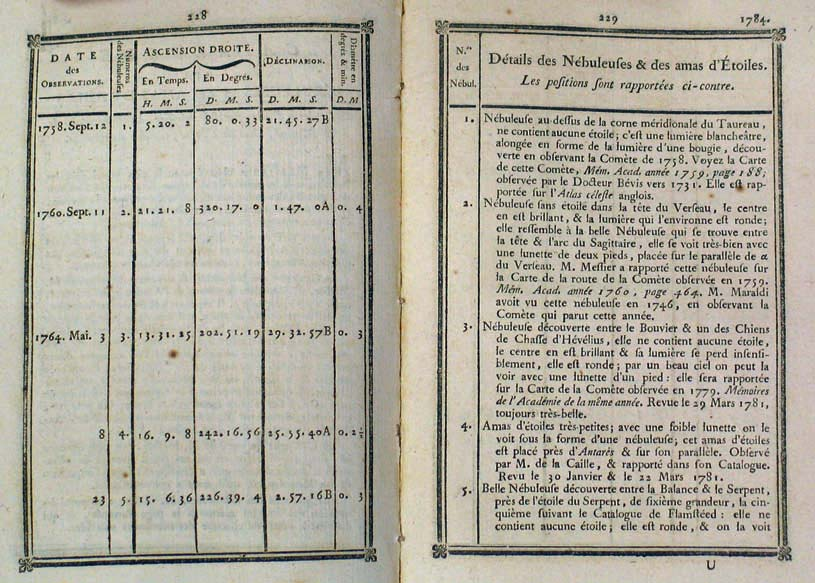
Primele pagini ale Catalogului Messier, ediția a III-a, publicat în almanahul francez Connaissance des temps, din anul 1784, conținând obiectele de la M1 la M5
(pp.118-119).

Catalogul Messier este o listă de 110 obiecte cerești și cuprinde mai ales galaxii, roiuri de stele și nebuloase.

## Istoric
Messier făcea observații sistematice în speranța de a găsi comete. Însă unele din obiectele nebuloase pe care le găsea, aveau o poziție fixă față de stelele vecine de pe cer. Erau obiecte ce se aflau la mare distanță, deci nu erau comete. 
Obiectele acestui catalog au fost sistematizate și în mare parte descoperite de Charles Messier, mai târziu împreună cu Pierre Méchain, în perioada dintre anii 1764 și 1782. Prima ediție a catalogului datează din 1774 și regrupa primele 45 de obiecte, de la M1 la M45. Catalogul final, care cuprindea 103 obiecte, a fost încheiat în 1781 și publicat în trei părți, în 1784 în periodicul Connaissance des Temps. Obiectele de la M104 la M110 au fost descoperite de Messier sau de prietenul său Pierre Méchain, după 1781. Au fost adăugate în catalog mult mai târziu, ultimul fiind adăugat în 1966, de Kenneth Glyn Jones.
În prezent, acest catalog nu mai este util căutătorilor de comete, însă repertoriază cea mai mare parte a obiectelor de pe cerul profund accesibile cu instrumente ale astronomilor amatori. Numerele catalogului Messier, notate de la M1 la M110, continuă să fie utilizate pentru aceste obiecte, deși și alte nume sunt folosite (de exemplu Nebuloasa Crabului în locul lui M1). Numeroase alte cataloage astronomice au fost stabilite, conferind obiectelor din catalogul Messier alte denumiri. Astfel, Galaxia Andromeda, vecina Galaxiei Noastre, se numește M31 în catalogul Messier și NGC 224 în catalogul NGC.

## Importanța Catalogului
Catalogul Messier nu a fost primul de acest gen, dar a fost primul cu adevărat util. Împreună cu catalogul NGC, el a reprezentat primul reper pentru cercetarea galaxiilor, a roiurilor stelare și a nebuloaselor. Deși catalogul NGC este mult mai complet și sistematic (obiectele sunt ordonate după ascensie dreaptă), referirea după numărul M a rămas uzuală.
Catalogul Messier este foarte bine cunoscut și între astronomii amatori, deoarece majoritatea obiectelor pot fi observate cu un telescop relativ simplu (de exemplu participând la așa-numitul maraton Messier).

### Maratonul Messier
Prin faptul că repartiția lor este eterogenă, nu există obiecte din catalog situate în banda de ascensie dreaptă 21h 40m-23h 20m.  Când Soarele este situat în această regiune a cerului, în a doua jumătate a lunii martie, este posibil să fie văzute aceste obiecte, în totalitate, în cursul unei singure nopți. Acest fapt a dat loc unei competiții amicale, cunoscută sub numele de Maratonul Messier, care vizează observarea totalității obiectelor din catalog într-o noapte, în condiții cât mai apropiate de cele pe care le avea Messier. Trebuie evitate dispozitivele GoTo și reperajele prin coordonate, întrucât Messier nu dispunea decât de un mic instrument fără astfel de facilități.
Primul care a reușit această probă a fost astronomul amator Gerry Rattley, în noaptea de 23 spre 24 martie 1985.

## Harta cerească

Harta cerului cu pozițiile obiectelor din Catalogul Messier. Banda albastră reprezintă Calea Lactee

## Catalogul

### Legenda
| Roi stelar |
| Nebuloasă  |
| Galaxie    |

### 1-10
| Nr. M | Nr. NGC  | Denumire uzuală               | Imagine | Tipul de obiect ceresc | Distanța în ani lumină | Constelația în care se află obiectul | Magnitudinea aparentă |
| ----- | -------- | ----------------------------- | ------- | ---------------------- | ---------------------- | ------------------------------------ | --------------------- |
| M1    | NGC 1952 | Nebuloasa Crabului            |         | restul unei supernove  | 6.300                  | Taurul                               | 8.4                   |
| M2    | NGC 7089 |                               |         | roi de stele globular  | 36.000                 | Vărsătorul                           | 6.5                   |
| M3    | NGC 5272 |                               |         | roi de stele globular  | 31.000                 | Câinii de Vânătoare                  | 7.0                   |
| M4    | NGC 6121 |                               |         | roi de stele globular  | 7.000                  | Scorpionul                           | 7.5                   |
| M5    | NGC 5904 |                               |         | roi de stele globular  | 23.000                 | Șarpele                              | 7.0                   |
| M6    | NGC 6405 | Fluturele                     |         | roi de stele deschis   | 2.000                  | Scorpionul                           | 4.5                   |
| M7    | NGC 6475 | Roiul deschis al lui Ptolemeu |         | roi de stele deschis   | 1.000                  | Scorpionul                           | 3.5                   |
| M8    | NGC 6523 | Nebuloasa Lagună              |         | nebuloasă              | 6.500                  | Săgetătorul                          | 5.0                   |
| M9    | NGC 6333 |                               |         | roi de stele globular  | 26.000                 | Ofiucus                              | 9.0                   |
| M10   | NGC 6254 |                               |         | roi de stele globular  | 13.000                 | Ofiucus                              | 7.5                   |

### 11-20
| Nr. M | Nr. NGC  | Denumire uzuală                 | Imagine | Tipul de obiect ceresc | Distanța în ani lumină | Constelația în care se află obiectul | Magnitudinea aparentă |
| ----- | -------- | ------------------------------- | ------- | ---------------------- | ---------------------- | ------------------------------------ | --------------------- |
| M11   | NGC 6705 | Roiul Raței Sălbatice           |         | roi de stele deschis   | 6.000                  | Scutul                               | 7.0                   |
| M12   | NGC 6218 |                                 |         | roi de stele globular  | 18.000                 | Ofiucus                              | 8.0                   |
| M13   | NGC 6205 | Marele Roi Globular din Hercule |         | roi de stele globular  | 22.000                 | Hercule                              | 7.0                   |
| M14   | NGC 6402 |                                 |         | roi de stele globular  | 27.000                 | Ofiucus                              | 9.5                   |
| M15   | NGC 7078 |                                 |         | roi de stele globular  | 33.000                 | Pegas                                | 7.5                   |
| M16   | NGC 6611 |                                 |         | nebuloasă              | 7.000                  | Șarpele                              | 6.5                   |
| M17   | NGC 6618 | Nebuloasa Omega                 |         | nebuloasă              | 5.000                  | Săgetătorul                          | 7.0                   |
| M18   | NGC 6613 |                                 |         | roi de stele deschis   | 6.000                  | Săgetătorul                          | 8.0                   |
| M19   | NGC 6273 |                                 |         | roi de stele globular  | 27.000                 | Ofiucus                              | 8.5                   |
| M20   | NGC 6514 | Nebuloasa Trifidă               |         | nebuloasă              | 2.200                  | Săgetătorul                          | 5.0                   |

### 21-30
| Nr. M | Nr. NGC  | Denumire uzuală            | Imagine | Tipul de obiect ceresc      | Distanța în ani lumină | Constelația în care se află obiectul | Magnitudinea aparentă |
| ----- | -------- | -------------------------- | ------- | --------------------------- | ---------------------- | ------------------------------------ | --------------------- |
| M21   | NGC 6531 |                            |         | roi de stele deschis        | 3.000                  | Săgetătorul                          | 7.0                   |
| M22   | NGC 6656 |                            |         | roi de stele globular       | 10.000                 | Săgetătorul                          | 6.5                   |
| M23   | NGC 6494 |                            |         | roi de stele deschis        | 4.500                  | Săgetătorul                          | 6.0                   |
| M24   | IC 4715  | Norul stelar din Săgetător |         | o porțiune din Calea Lactee | 10.000                 | Săgetătorul                          | 11.5                  |
| M25   | IC 4725  |                            |         | roi de stele deschis        | 2.000                  | Săgetătorul                          | 4.9                   |
| M26   | NGC 6694 |                            |         | roi de stele deschis        | 5.000                  | Scutul                               | 9.5                   |
| M27   | NGC 6853 | Nebuloasa Haltera          |         | nebuloasă planetară         | 1.250                  | Vulpea                               | 7.5                   |
| M28   | NGC 6626 |                            |         | roi de stele globular       | 18.000                 | Săgetătorul                          | 8.5                   |
| M29   | NGC 6913 |                            |         | roi de stele deschis        | 7.200                  | Lebăda                               | 9.0                   |
| M30   | NGC 7099 |                            |         | roi de stele globular       | 25.000                 | Capricornul                          | 8.5                   |

### 31-40
| Nr. M | Nr. NGC      | Denumire uzuală                                    | Imagine | Tipul de obiect ceresc | Distanța în ani lumină | Constelația în care se află obiectul | Magnitudinea aparentă |
| ----- | ------------ | -------------------------------------------------- | ------- | ---------------------- | ---------------------- | ------------------------------------ | --------------------- |
| M31   | NGC 224      | Galaxia Andromeda, mai demult: Nebuloasa Andromeda |         | galaxie                | 2.2 Mio.               | Andromeda                            | 4.5                   |
| M32   | NGC 221      |                                                    |         | galaxie                | 2.2 Mio                | Andromeda                            | 10.0                  |
| M33   | NGC 598      | Galaxia Triunghiului                               |         | galaxie                | 2.3 Mio                | Triunghiul                           | 7.0                   |
| M34   | NGC 1039     |                                                    |         | roi de stele deschis   | 1.400                  | Perseu                               | 6.0                   |
| M35   | NGC 2168     |                                                    |         | roi de stele deschis   | 2.800                  | Gemenii                              | 5.5                   |
| M36   | NGC 1960     |                                                    |         | roi de stele deschis   | 4.100                  | Vizitiul                             | 6.5                   |
| M37   | NGC 2099     |                                                    |         | roi de stele deschis   | 4.600                  | Vizitiul                             | 6.0                   |
| M38   | NGC 1912     |                                                    |         | roi de stele deschis   | 4.200                  | Vizitiul                             | 7.0                   |
| M39   | NGC 7092     |                                                    |         | roi de stele deschis   | 300                    | Lebăda                               | 5.5                   |
| M40   | fără nr. NGC |                                                    |         | stea dublă WNC4        |                        | Ursa Mare                            | 9.0                   |

### 41-50
| Nr. M | Nr. NGC  | Denumire uzuală         | Imagine | Tipul de obiect ceresc | Distanța în ani lumină | Constelația în care se află obiectul | Magnitudinea aparentă |
| ----- | -------- | ----------------------- | ------- | ---------------------- | ---------------------- | ------------------------------------ | --------------------- |
| M41   | NGC 2287 |                         |         | roi de stele deschis   | 2.400                  | Câinele Mare                         | 5.0                   |
| M42   | NGC 1976 | Nebuloasa Orion         |         | nebuloasă              | 1.600                  | Orion                                | 5.0                   |
| M43   | NGC 1982 | Nebuloasa lui De Mairan |         | nebuloasă              | 1.600                  | Orion                                | 7.0                   |
| M44   | NGC 2632 | Praesepe                |         | roi de stele deschis   | 500                    | Racul                                | 4.0                   |
| M45   | NGC 1435 | Pleiadele               |         | roi de stele deschis   | 400                    | Taurul                               | 4                     |
| M46   | NGC 2437 |                         |         | roi de stele deschis   | 5.400                  | Pupa                                 | 6.5                   |
| M47   | NGC 2422 |                         |         | roi de stele deschis   | 1.600                  | Pupa                                 | 4.5                   |
| M48   | NGC 2548 |                         |         | roi de stele deschis   | 1.500                  | Hidra                                | 5.5                   |
| M49   | NGC 4472 |                         |         | galaxie                | 60 Mio.                | Fecioara                             | 10.0                  |
| M50   | NGC 2323 |                         |         | roi de stele deschis   | 3.000                  | Licornul                             | 7.0                   |

### 51-60
| Nr. M | Nr. NGC            | Denumire uzuală  | Imagine | Tipul de obiect ceresc | Distanța în ani lumină | Constelația în care se află obiectul | Magnitudinea aparentă |
| ----- | ------------------ | ---------------- | ------- | ---------------------- | ---------------------- | ------------------------------------ | --------------------- |
| M51   | NGC 5194, NGC 5195 | Galaxia Volburei |         | pereche de galaxii     | 37 Mio.                | Câinii de Vânătoare                  | 8.0                   |
| M52   | NGC 7654           |                  |         | roi de stele deschis   | 7.000                  | Cassiopeia                           | 8.0                   |
| M53   | NGC 5024           |                  |         | roi de stele globular  | 56.000                 | Părul Berenicei                      | 8.5                   |
| M54   | NGC 6715           |                  |         | roi de stele globular  | 83.000                 | Săgetătorul                          | 8.5                   |
| M55   | NGC 6809           |                  |         | roi de stele globular  | 17.000                 | Săgetătorul                          | 7.0                   |
| M56   | NGC 6779           |                  |         | roi de stele globular  | 32.000                 | Lira                                 | 9.5                   |
| M57   | NGC 6720           | Nebuloasa Inel   |         | nebuloasă planetară    | 4.100                  | Lira                                 | 9.5                   |
| M58   | NGC 4579           |                  |         | galaxie                | 60 Mio.                | Fecioara                             | 11.0                  |
| M59   | NGC 4621           |                  |         | galaxie                | 60 Mio.                | Fecioara                             | 11.5                  |
| M60   | NGC 4649           |                  |         | galaxie                | 60 Mio.                | Fecioara                             | 10.5                  |

### 61-70
| Nr. M | Nr. NGC  | Denumire uzuală          | Imagine | Tipul de obiect ceresc | Distanța în ani lumină | Constelația în care se află obiectul | Magnitudinea aparentă |
| ----- | -------- | ------------------------ | ------- | ---------------------- | ---------------------- | ------------------------------------ | --------------------- |
| M61   | NGC 4303 |                          |         | galaxie                | 60 Mio.                | Fecioara                             | 10.5                  |
| M62   | NGC 6266 |                          |         | roi de stele sferic    | 22.000                 | Ofiucus                              | 8.0                   |
| M63   | NGC 5055 | Galaxia Floarea-Soarelui |         | galaxie                | 37 Mio.                | Câinii de Vânătoare                  | 8.5                   |
| M64   | NGC 4826 |                          |         | galaxie                | 12 Mio.                | Părul Berenicei                      | 9.0                   |
| M65   | NGC 3623 |                          |         | galaxie                | 35 Mio.                | Leul                                 | 10.5                  |
| M66   | NGC 3627 |                          |         | galaxie                | 35 Mio.                | Leul                                 | 10.0                  |
| M67   | NGC 2682 |                          |         | roi de stele deschis   | 2.250                  | Racul                                | 7.5                   |
| M68   | NGC 4590 |                          |         | roi de stele globular  | 32.000                 | Hidra                                | 9.0                   |
| M69   | NGC 6637 |                          |         | roi de stele globular  | 25.000                 | Săgetătorul                          | 9.0                   |
| M70   | NGC 6681 |                          |         | roi de stele globular  | 28.000                 | Săgetătorul                          | 9.0                   |

### 71-80
| Nr. M | Nr. NGC          | Denumire uzuală | Tipul de obiect ceresc | Distanța în ani lumină | Constelația în care se află obiectul | Magnitudinea aparentă |
| ----- | ---------------- | --------------- | ---------------------- | ---------------------- | ------------------------------------ | --------------------- |
| M71   | NGC 6838         |                 | roi de stele globular  | 12.000                 | Săgeata                              | 8.5                   |
| M72   | NGC 6981         |                 | roi de stele globular  | 53.000                 | Vărsătorul                           | 10.0                  |
| M73   | NGC 6994         |                 | grup de stele          |                        | Vărsătorul                           | 9.0                   |
| M74   | NGC 628          |                 | galaxie                | 35 Mio.                | Peștii                               | 10.5                  |
| M75   | NGC 6864         |                 | roi de stele globular  | 58.000                 | Săgetătorul                          | 9.5                   |
| M76   | NGC 650, NGC 651 |                 | nebuloasă planetară    | 3.400                  | Perseu                               | 12.0                  |
| M77   | NGC 1068         |                 | galaxie                | 60 Mio.                | Balena                               | 10.5                  |
| M78   | NGC 2068         |                 | nebuloasă              | 1.600                  | Orion                                | 8.0                   |
| M79   | NGC 1904         |                 | roi de stele globular  | 40.000                 | Iepurele                             | 8.5                   |
| M80   | NGC 6093         |                 | roi de stele globular  | 30.000                 | Scorpionul                           | 7,3                   |

### 81-90
| Nr. M | Nr. NGC  | Denumire uzuală | Tipul de obiect ceresc | Distanța în ani lumină | Constelația în care se află obiectul | Magnitudinea aparentă |
| ----- | -------- | --------------- | ---------------------- | ---------------------- | ------------------------------------ | --------------------- |
| M81   | NGC 3031 |                 | galaxie                | 11 Mio.                | Ursa Mare                            | 8.5                   |
| M82   | NGC 3034 |                 | galaxie                | 11 Mio.                | Ursa Mare                            | 9.5                   |
| M83   | NGC 5236 |                 | galaxie                | 20 Mio.                | Hidra                                | 7,6                   |
| M84   | NGC 4374 |                 | galaxie                | 60 Mio.                | Fecioara                             | 11.0                  |
| M85   | NGC 4382 |                 | galaxie                | 60 Mio.                | Părul Berenicei                      | 10.5                  |
| M86   | NGC 4406 |                 | galaxie                | 60 Mio.                | Fecioara                             | 11.0                  |
| M87   | NGC 4486 |                 | galaxie                | 60 Mio.                | Fecioara                             | 11.0                  |
| M88   | NGC 4501 |                 | galaxie                | 60 Mio.                | Părul Berenicei                      | 11.0                  |
| M89   | NGC 4552 |                 | galaxie                | 60 Mio.                | Fecioara                             | 11.5                  |
| M90   | NGC 4569 |                 | galaxie                | 60 Mio.                | Fecioara                             | 11.0                  |

### 91-100
| Nr. M | Nr. NGC  | Denumire uzuală    | Tipul de obiect ceresc | Distanța în ani lumină | Constelația în care se află obiectul | Magnitudinea aparentă |
| ----- | -------- | ------------------ | ---------------------- | ---------------------- | ------------------------------------ | --------------------- |
| M91   | NGC 4548 |                    | galaxie                | 60 Mio.                | Părul Berenicei                      | 11.5                  |
| M92   | NGC 6341 |                    | roi de stele globular  | 26.000                 | Hercule                              | 7.5                   |
| M93   | NGC 2447 |                    | roi de stele deschis   | 4.500                  | Pupa                                 | 6.5                   |
| M94   | NGC 4736 |                    | galaxie                | 14,5 Mio.              | Câinii de Vânătoare                  | 9.5                   |
| M95   | NGC 3351 |                    | galaxie                | 38 Mio.                | Leul                                 | 11.0                  |
| M96   | NGC 3368 |                    | galaxie                | 38 Mio.                | Leul                                 | 10.5                  |
| M97   | NGC 3587 | Nebuloasa Bufniței | nebuloasă planetară    | 2.600                  | Ursa Mare                            | 12.0                  |
| M98   | NGC 4192 |                    | galaxie                | 60 Mio.                | Părul Berenicei                      | 11.0                  |
| M99   | NGC 4254 |                    | galaxie                | 60 Mio                 | Părul Berenicei                      | 10.5                  |
| M100  | NGC 4321 |                    | galaxie                | 60 Mio                 | Părul Berenicei                      | 10.5                  |

### 101-110
| Nr. M | Nr. NGC  | Denumire uzuală | Tipul de obiect ceresc | Distanța în ani lumină | Constelația în care se află obiectul | Magnitudinea aparentă |
| ----- | -------- | --------------- | ---------------------- | ---------------------- | ------------------------------------ | --------------------- |
| M101  | NGC 5457 |                 | galaxie                | 24 Mio.                | Ursa Mare                            | 8.5                   |
| M102  | NGC 5866 |                 | galaxie                | 40 Mio.                | Dragonul                             | 10.5                  |
| M103  | NGC 581  |                 | roi de stele deschis   | 8.000                  | Cassiopeia                           | 7.0                   |
| M104  | NGC 4594 |                 | galaxie                | 50 Mio.                | Fecioara                             | 9.5                   |
| M105  | NGC 3379 |                 | galaxie                | 38 Mio.                | Leul                                 | 11.0                  |
| M106  | NGC 4258 |                 | galaxie                | 25 Mio.                | Câinii de Vânătoare                  | 9.5                   |
| M107  | NGC 6171 |                 | roi de stele globular  | 20.000                 | Ofiucus                              | 10.0                  |
| M108  | NGC 3556 |                 | galaxie                | 45 Mio.                | Ursa Mare                            | 11.0                  |
| M109  | NGC 3992 |                 | galaxie                | 55 Mio.                | Ursa Mare                            | 11.0                  |
| M110  | NGC 205  |                 | galaxie                | 2,2 Mio.               | Andromeda                            | 10.0                  |